# Blamont
Blamont ist eine französische Gemeinde mit 1.236 Einwohnern (Stand: 1. Januar 2022) im Département Doubs in der Region Bourgogne-Franche-Comté.

## Geographie
Blamont liegt auf 561 m etwa 14 Kilometer südlich der Stadt Montbéliard (Luftlinie). Das Dorf erstreckt sich im nördlichen Jura auf der weiten Hochfläche des Tafeljuras nördlich der Lomontkette auf einem Vorsprung zwischen den Taleinschnitten von Creuse und Fouge nahe der Grenze zur Schweiz.
Die Fläche des 10,06 km² großen Gemeindegebiets umfasst einen Abschnitt des nördlichen französischen Juras. Der Hauptteil des Gebietes wird von der nur leicht gewellten Tafeljurahochfläche bestehend aus Sequan- und Kimmeridgekalken eingenommen, die durchschnittlich auf 560 m liegt. Das Hochplateau ist überwiegend von Acker- und Wiesland bestanden, zeigt aber auch einige Waldflächen. Es gibt hier keine oberirdischen Fließgewässer, weil das Niederschlagswasser im verkarsteten Untergrund versickert. Die westliche Grenze verläuft meist oberhalb der Hänge, die zum Talsystem der Roide (Zufluss des Doubs) überleiten.
Blamont selbst befindet sich am östlichen Rand des Hochplateaus, wobei der alte auf einem schmalen Vorsprung gelegene Kern im Norden vom Taleinschnitt der Creuse, im Süden von demjenigen ihres Seitenbachs Fouge eingefasst wird. Die Creuse sorgt für die Entwässerung des östlichen Gemeindeteils über den Gland ebenfalls zum Doubs. Dieser Gemeindeabschnitt umfasst das mehr als 100 m tief eingeschnittene Tal der Creuse sowie mehrerer Täler ihrer Seitenbäche. Das überwiegend bewaldete Haupttal wird im Norden vom Bois de Châtel (563 m), einem Ausläufer des Plateaus von Blamont, im Süden von der Hochfläche der Pâture de Danache (563 m) flankiert. Mit 603 m wird im äußersten Osten im Wald von Rosière am Nordabhang des Höhenrückens Perchet die höchste Erhebung von Blamont erreicht.
Nachbargemeinden von Blamont sind Roches-lès-Blamont im Norden, Glay und Dannemarie im Osten, Villars-lès-Blamont und Pierrefontaine-lès-Blamont im Süden sowie Autechaux-Roide im Westen.

## Geschichte

Angriff auf Blamont im Sommer 1475

Blamont wird im 12. Jahrhundert erstmals urkundlich erwähnt. Im Lauf der Zeit wandelte sich die Schreibweise von Blancmont über Blantmont und Blanmont zum heutigen Namen. Blamont wurde an strategisch günstiger Lage auf dem Geländevorsprung über dem Tal der Creuse gegründet. Es bildete seit dem 13. Jahrhundert eine Herrschaft, die unter der Oberhoheit der Herren von Neuchâtel stand. Die Burg wurde im Lauf der Zeit mehrmals zerstört, unter anderem während der Burgunderkriege. Da die Herren von Neuchâtel auf Seiten der Burgunder standen, kam die Herrschaft 1477 unter die Hoheit des Fürstbistums Basel, wurde aber ein Jahr später zurückgegeben.
Nachdem das Dorf und die Herrschaft 1506 unter die Oberhoheit der Grafen von Montbéliard gekommen waren, wurde 1539 die Reformation eingeführt. Die Dorfkirche mit dem Patrozinium Notre Dame de la Purification wurde damit lutherisch. 1607/1608 wich dieser Bau einer neuen Kirche, die nachlässig gebaut Heinrich Schickhardt bereits 1609 restaurieren musste.
Die Herrschaft Blamont bildete nun eine der vier Herrschaften des Fürstentums Württemberg-Mömpelgard (Montbéliard). Sie wurde 1699 von Frankreich besetzt, worauf die französische Regierung für die lutherische Kirche das Simultaneum anordnete, das Schiff für lutherische Gottesdienste, der Chor für katholische Messen. Nachdem die lutherische Kirche 1726 abgebrannt war, waren die mehrheitlich lutherischen Blamontaisen vom Gebrauch der 1731 erbauten neuen Kirche ausgeschlossen. 1748 gelangte Blamont mit der gleichnamigen Herrschaft vertraglich endgültig an Frankreich.
Nachdem die Republik Lutheraner als Bürger anerkannt hatte, wurde die Kirche 1792 der lutherischen Gemeinde übertragen. Das alte Schloss wurde 1814 abgerissen. Als 1823 die neue lutherische Kirche fertiggestellt war, überließen die Lutheraner den Katholiken die alte Kirche, die seither das Patrozinium der vorreformatorischen Kirche trägt. 1793 wurde Blamont Hauptort des gleichnamigen Kantons. Der Sitz wurde jedoch 1898 nach Hérimoncourt verlagert, das sich mittlerweile stark industriell entwickelt hatte. Heute ist Blamont Mitglied des Gemeindeverbandes Pays de Montbéliard Agglomération.
Bevölkerungsentwicklung
| Jahr                       | 1962 | 1968 | 1975 | 1982 | 1990 | 1999 | 2007 | 2016 |
| -------------------------- | ---- | ---- | ---- | ---- | ---- | ---- | ---- | ---- |
| Einwohner                  | 731  | 728  | 1045 | 1021 | 1026 | 1042 | 1120 | 1226 |
| Quellen: Cassini und INSEE |      |      |      |      |      |      |      |      |

Mit 1236 Einwohnern (Stand 1. Januar 2022) gehört Blamont zu den kleineren Gemeinden des Département Doubs. Nachdem die Einwohnerzahl in der ersten Hälfte des 20. Jahrhunderts stets im Bereich zwischen 500 und 600 Personen gelegen hatte, wurde zu Beginn der 1970er Jahre ein markantes Bevölkerungswachstum verzeichnet. Seit 1975 verblieb die Einwohnerzahl auf nahezu konstantem Niveau, erst in den letzten Jahren wurde eine leicht steigende Tendenz registriert.

## Sehenswürdigkeiten
Aus dem 18. Jahrhundert stammt die jetzt katholische Kirche Mariae Reinigung (Église de la Purification de Notre-Dame). Die lutherische Kirche (Église luthérienne) wurde 1822 bis 1823 im klassischen Stil erbaut, der Turm kam 1841 dazu und erhielt 1867 seine Spitze. Ihr Inneres wurde 1985/1986 restauriert, die Fassade 1995. Das Schloss von Blamont wurde in der ersten Hälfte des 19. Jahrhunderts neu erbaut und beherbergt heute das Maison de Retraite (Seniorenheim). Der Ortskern ist geprägt durch charakteristische Bauernhäuser aus dem 18. und 19. Jahrhundert im Stil der Franche-Comté.

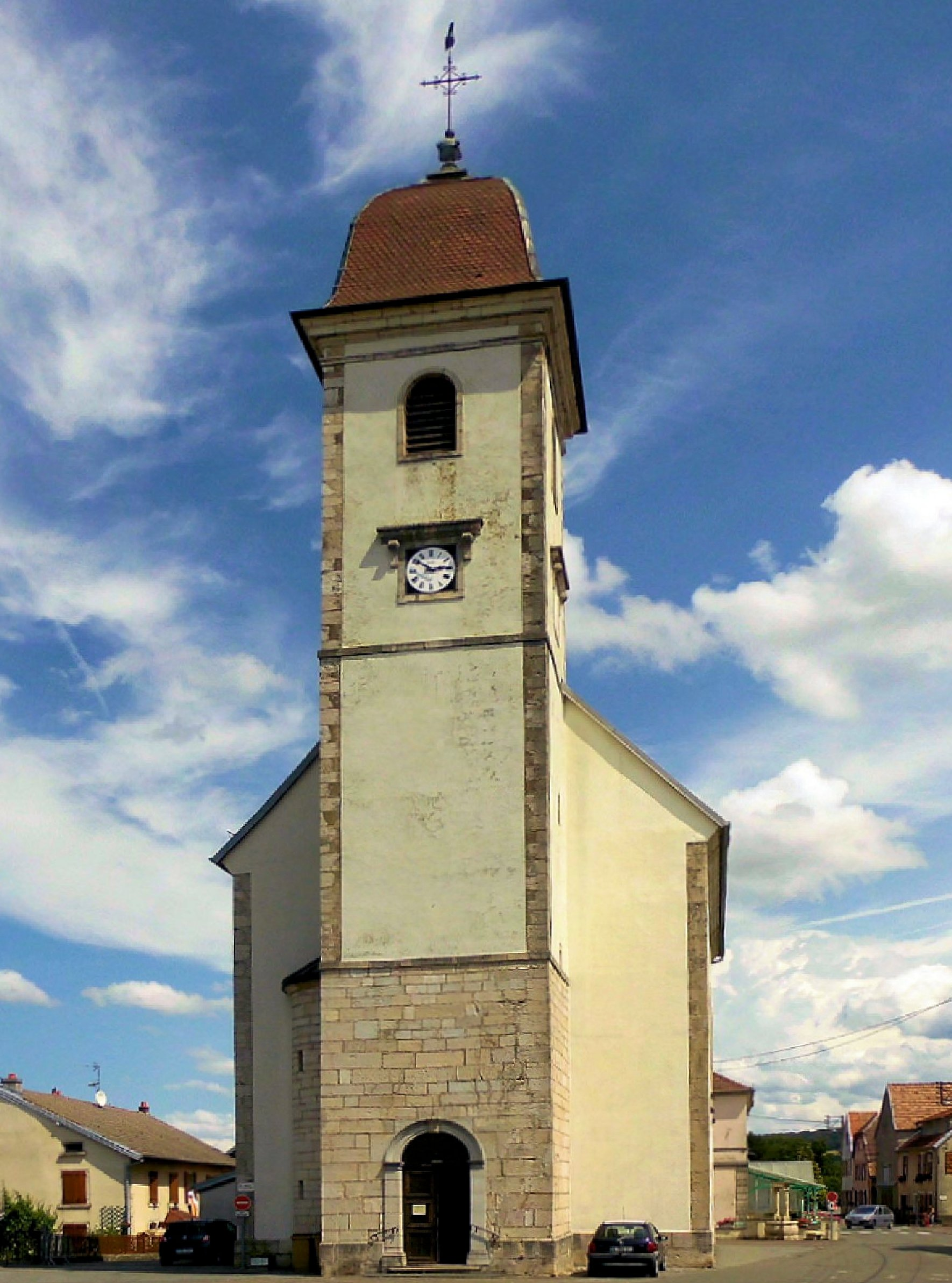
Kirche Mariä Reinigung
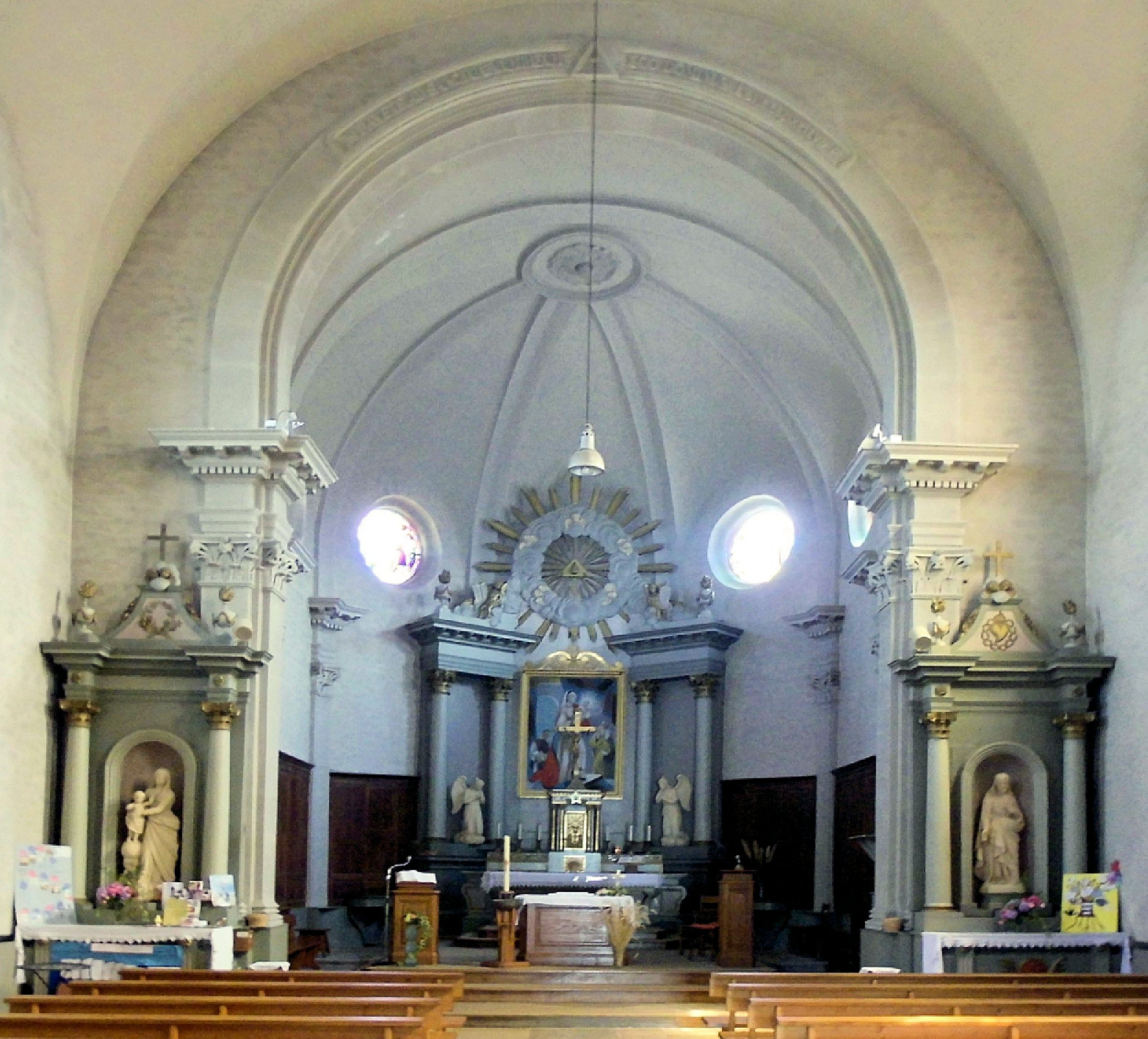
Altar der Kirche Mariä Reinigung
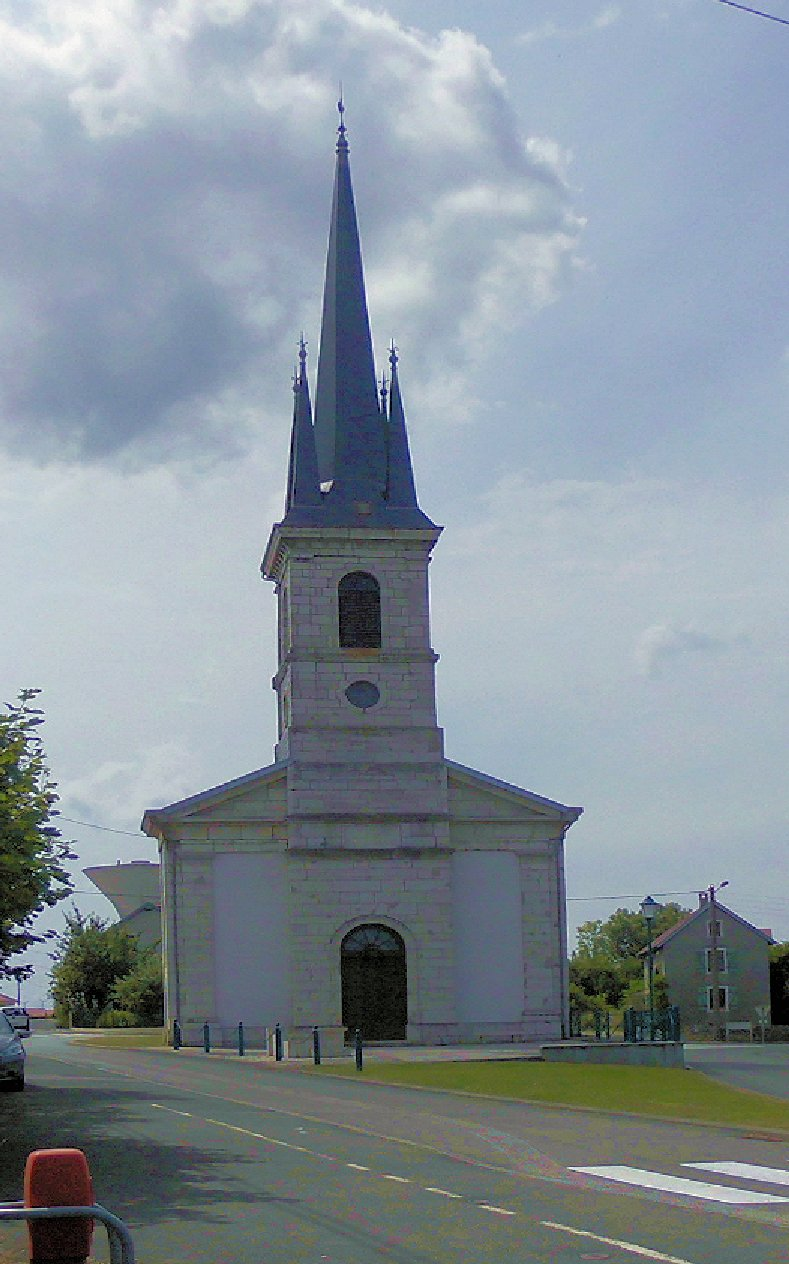
Lutherische Kirche
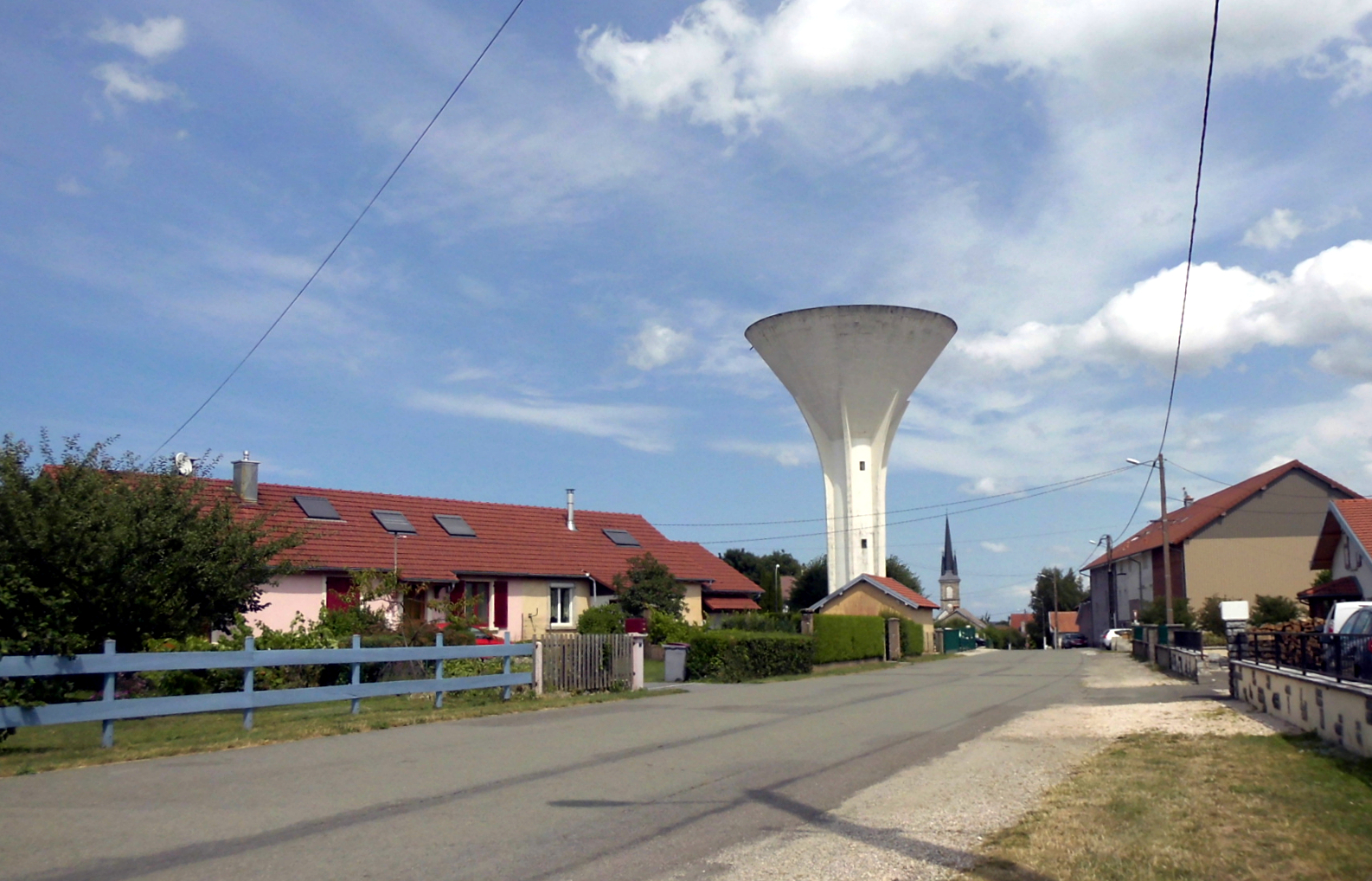
Wasserturm Blamont

## Wirtschaft und Infrastruktur
Blamont war bis weit ins 20. Jahrhundert hinein ein vorwiegend durch die Landwirtschaft (Ackerbau, Obstbau und Viehzucht) geprägtes Dorf. Daneben gibt es heute verschiedene Betriebe des lokalen Kleingewerbes sowie Geschäfte des Einzelhandels und Dienstleistungsbetriebe für den täglichen Bedarf. Mittlerweile hat sich das Dorf dank seiner attraktiven Lage zu einer Wohngemeinde gewandelt. Viele Erwerbstätige sind deshalb Pendler, die in der Agglomeration Montbéliard ihrer Arbeit nachgehen.
Die Ortschaft liegt abseits der größeren Durchgangsstraßen an einer Departementsstraße, die von Audincourt zur D73 (Pont-de-Roide-Vermondans – Porrentruy) am Nordfuß der Lomontkette führt. Der nächste Anschluss an die Autobahn A36 befindet sich in einer Entfernung von ungefähr 16 Kilometern. Eine weitere Straßenverbindung besteht mit Glay.

## Persönlichkeit
- Jules Viette (1843–1894), Politiker, mehrfacher Minister